# Ouro Verde (São Paulo)
Ouro Verde é um município brasileiro do estado de São Paulo. Localizado na Mesorregião de Presidente Prudente e na Microrregião de Dracena. Sua população, segundo estimativas do IBGE de 2018, era de 8 503 habitantes.

## História
Fundada em 23 de março de 1953, a origem do nome do município se dá a antiga agricultura cultiva em meados de 1950, o café. Devido à sua grande valiosidade e ao grande cultivo no município, deu-se o nome Ouro Verde. Fundada por Olavo Ribeiro do Val, o seu patrono.

## Geografia
Localiza-se a uma latitude 21º29'22" sul e a uma longitude 51º42'01" oeste, estando a uma altitude de 350 metros. Sua população em 2010 era de 7794 habitantes.
Possui uma área de 266 km².

### Demografia
Dados do Censo - 2000
População total: 7148
- Urbana: 6345
- Rural: 803
- Homens: 3586
- Mulheres: 3565

Densidade demográfica (hab./km²): 26,82
Mortalidade infantil até 1 ano (por mil): 17,89
Expectativa de vida (anos): 70,18
Taxa de fecundidade (filhos por mulher): 2,52
Taxa de alfabetização: 80,88%
Índice de Desenvolvimento Humano (IDH-M): 0,723
- IDH-M Renda: 0,616
- IDH-M Longevidade: 0,753
- IDH-M Educação: 0,801

(Fonte: IPEADATA)

### Hidrografia
- Rio Paraná
- Rio do Peixe

### Rodovias
- SP-563

### Ferrovias
- Linha Tronco Oeste da antiga Companhia Paulista de Estradas de Ferro [6]

## Infraestrutura

### Educação
Ouro Verde já se destacou na educação, tendo repercussão nacional. A escola municipal "Julia Roseira Jerônimo" foi considerada a melhor escola do estado de São Paulo, e a quarta melhor do país. (SESI, 2008). Foi classificada, ainda, com base em estudo realizado pela Universidade Federal de São Paulo (UNIFESP), entre os sete municípios, que se destacaram pelo bom desempenho no IDEB – Índice de Desenvolvimento da Educação Básica – dentre os mais de 5.500 municípios brasileiros analisados, considerados os anos de 2005, 2007 e 2009.
Ouro Verde, ainda, é conhecida na região como "Cidade da Música" pelo destaque na área musical com a formação de vários músicos profissionais que atuam como instrutores ou regentes de bandas e fanfarras por todo país. Ouro Verde também se destaca na área musical por ser conhecido com o "Berço do Projeto Guri" que atualmente atende mais de 300 alunos. O município ainda possui Banda Marcial que atende alunos da E.M.E.F Professor Nelson de Paula, Banda Mirim que atende alunos da E.M.E.F Professora Júlia Roseira Jerônimo e curso de luteria, que ensina os alunos a fabricarem seus próprios instrumentos musicais.(Portal Regional).
Cabe ressalvar, no entanto, que o índice do IDEB alcançado pela escola foi ascendente de 2005 a 2007. A partir desse ano  passou a percorrer uma trajetória descendente, embora ainda permaneça acima do valor de referência. (IDEB, 2011)

### Comunicações
O sistema de telefones automáticos foi inaugurado na cidade em 1977 pela Telecomunicações de São Paulo (TELESP), que também implantou o sistema de discagem direta à distância (DDD) em 1986 com o código de área (0188). Anteriormente a cidade era atendida pela Companhia de Telecomunicações do Estado de São Paulo (COTESP).
Na década de 90 o código DDD da cidade foi alterado para (018), para padronização do sistema telefônico com a telefonia celular que estava sendo implantada em todo o estado.

## Administração
- Prefeito: Claudinei dos Santos (Dinei da Banda) (PATRI) (2021/2024)
- Vice-prefeito: Fabricio de Oliveira Lopes
- Presidente da câmara: Antonio Martins (2019/2020)

## Religião
O Cristianismo se faz presente na cidade da seguinte forma:

### Igreja Católica
- A igreja faz parte da Diocese de Marília.[14]

### Igrejas Evangélicas
- Assembleia de Deus Ministério do Belém.[15][16]
- Congregação Cristã no Brasil.[17]
- Igreja Batista